# Кубок мира по спортивной акробатике 1993
9-й кубок мира по спортивной акробатике проводился в городе София, Болгария, с 30 сентября по 3 октября 1993 года.
В ходе проводившегося одновременно конгресса международной федерации спортивной акробатики было решено Кубок мира больше не проводить, а ежегодно проводить чемпионат мира. 

## Результаты

### Мужские акробатические прыжки

#### Многоборье
| Ранг | Команда             | Страна  | Очки  |
| ---- | ------------------- | ------- | ----- |
| 1    | Владимир Игнатенков | Россия  | 29,70 |
| 2    | Юрий Педоренко      | Украина | 29,64 |
| 3    | Бо Хен              | Китай   | 29,62 |

#### Первое упражнение
| Ранг | Команда             | Страна  | Очки  |
| ---- | ------------------- | ------- | ----- |
| 1    | Владимир Игнатенков | Россия  | 19,82 |
| 2    | Бо Хен              | Китай   | 19,70 |
| 3    | Юрий Педоренко      | Украина | 19,56 |

#### Второе упражнение
| Ранг | Команда        | Страна   | Очки  |
| ---- | -------------- | -------- | ----- |
| 1    | Юрий Педоренко | Украина  | 19,84 |
| 2    | Павел Павлов   | Болгария | 19,68 |
| 3    | Бо Хен         | Китай    | 19,58 |

### Мужские пары

#### Многоборье
| Ранг | Команда                          | Страна   | Очки  |
| ---- | -------------------------------- | -------- | ----- |
| 1    | Владимир Лебедь, Игорь Стриженов | Россия   | 29,70 |
| 1    | Као Фензи, Хай Хуанг             | Китай    | 29,70 |
| 3    | Румен Лачков, Владимир Владев    | Болгария | 29,42 |

#### Баланс
| Ранг | Команда                       | Страна   | Очки  |
| ---- | ----------------------------- | -------- | ----- |
| 1    | Као Фензи, Хай Хуанг          | Китай    | 19,86 |
| 1    | Румен Лачков, Владимир Владев | Болгария | 19,62 |
| 2    | Томаш Влезин, Анджей Пьехота  | Польша   | 19,50 |

#### Темп
| Ранг | Команда                          | Страна   | Очки  |
| ---- | -------------------------------- | -------- | ----- |
| 1    | Као Фензи, Хай Хуанг             | Китай    | 19,80 |
| 2    | Владимир Лебедь, Игорь Стриженов | Россия   | 19,72 |
| 3    | Румен Лачков, Владимир Владев    | Болгария | 19,60 |

### Мужские группы

#### Многоборье
| Ранг | Команда                                                | Страна | Очки  |
| ---- | ------------------------------------------------------ | ------ | ----- |
| 1    | Л. Фансин, Ву Юнь, Тао Ви, Менг Аудио                  | Китай  | 29,74 |
| 2    | Е. Абуашвили, Д. Картонза, В. Папошвили, В. Аракившили | Грузия | 29,08 |
| 3    | Михаль Козловски, Д. Гутсмит. Петр Сусугель, Петр Пас  | Польша | 28,70 |

#### Баланс
| Ранг | Команда                                          | Страна      | Очки  |
| ---- | ------------------------------------------------ | ----------- | ----- |
| 1    | Л. Фансин, Ву Юнь, Тао Ви, Менг Аудио            | Китай       | 19,68 |
| 2    | В. Кирпичев, С. Володин, В. Менжега,В. Новичихин | СССР        | 19,60 |
| 3    | Э. Сейфуллаев, В. Лычкин, А. Лычкин, Э. Шахбаде  | Азербайджан | 19,38 |

#### Темп
| Ранг | Команда                                           | Страна      | Очки  |
| ---- | ------------------------------------------------- | ----------- | ----- |
| 1    | Л. Фансин, Ву Юнь, Тао Ви, Менг Аудио             | Китай       | 19,80 |
| 2    | Э. Сейфуллаев, В. Лычкин, А. Лычкин, Э. Шахбаде   | Азербайджан | 19,36 |
| 3    | Михаль Козловски, Гутсмит. Петр Жугиель, Петр Пас | Польша      | 19,26 |

### Женские акробатические прыжки

#### Многоборье
| Ранг | Гимнаст           | Страна  | Очки  |
| ---- | ----------------- | ------- | ----- |
| 1    | Татьяна Панийван  | Россия  | 29,62 |
| 2    | Наталья Борисенко | Россия  | 29,38 |
| 3    | Кристель Робер    | Франция | 29,34 |

#### Первое упражнение
| Ранг | Гимнаст          | Страна  | Очки  |
| ---- | ---------------- | ------- | ----- |
| 1    | Татьяна Панийван | Россия  | 19,74 |
| 2    | Кристель Робер   | Франция | 19,56 |
| 3    | Юпинг Ционг      | Китай   | 18,90 |

#### Второе упражнение
| Ранг | Гимнаст            | Страна    | Очки  |
| ---- | ------------------ | --------- | ----- |
| 1    | Ханги Манч         | Китай     | 19,58 |
| 2    | Татьяна Федорченко | Казахстан | 19,36 |
| 3    | Наталья Борисенко  | Россия    | 19,28 |

### Женские пары

#### Многоборье
| Ранг | Команда                                   | Страна   | Очки  |
| ---- | ----------------------------------------- | -------- | ----- |
| 1    | Илона Паутова, Людмила Винникова          | Россия   | 29,60 |
| 2    | Хунлинг Хионг, Хиа Цханг                  | Китай    | 29,54 |
| 3    | Гергана Белтшева, Мирослава Дерменделиева | Болгария | 29,30 |

#### Первое упражнение
| Ранг | Команда                                   | Страна   | Очки  |
| ---- | ----------------------------------------- | -------- | ----- |
| 1    | Хунлинг Хионг, Хиа Цханг                  | Китай    | 19,72 |
| 2    | Гергана Белтшева, Мирослава Дерменделиева | Болгария | 19,54 |
| 3    | Симона Бранд, Сусанна Боусветер           | Германия | 19,10 |

#### Второе упражнение
| Ранг | Команда                                   | Страна   | Очки  |
| ---- | ----------------------------------------- | -------- | ----- |
| 1    | Илона Паутова, Людмила Винникова          | Россия   | 19,70 |
| 2    | Хунлинг Хионг, Хиа Цханг                  | Китай    | 19,68 |
| 3    | Гергана Белтшева, Мирослава Дерменделиева | Болгария | 19,56 |

### Женские группы

#### Многоборье
| Ранг | Команда                                             | Страна | Очки  |
| ---- | --------------------------------------------------- | ------ | ----- |
| 1    | Лей Цханг, Айун Цхао, Хайюнг Рен                    | Китай  | 29,56 |
| 2    | Елена Поветкина, Татьяна Кольцова, Марина Леонтьева | Россия | 29,44 |
| 3    | И. Хмелевская, М. Павлицун, Агнеска Мроцовски       | Польша | 29,38 |

#### Баланс
| Ранг | Команда                                             | Страна | Очки  |
| ---- | --------------------------------------------------- | ------ | ----- |
| 1    | Лей Цханг, Айун Цхао, Хайюнг Рен                    | Китай  | 19,76 |
| 2    | И. Хмелевская, М. Павлицун, Агнеска Мроцовски       | Польша | 19,60 |
| 3    | Елена Поветкина, Татьяна Кольцова, Марина Леонтьева | Россия | 19,58 |

#### Темп
| Ранг | Команда                                             | Страна | Очки  |
| ---- | --------------------------------------------------- | ------ | ----- |
| 1    | Елена Поветкина, Татьяна Кольцова, Марина Леонтьева | Россия | 19,66 |
| 2    | Лей Цханг, Айун Цхао, Хайюнг Рен                    | Китай  | 19,62 |
| 3    | И. Хмелевская, М. Павлицун, Агнеска Мроцовски       | Польша | 19,56 |

### Смешанные пары

#### Многоборье
| Ранг | Команда                                  | Страна   | Очки  |
| ---- | ---------------------------------------- | -------- | ----- |
| 1    | Цху Ханцинг, Ли Цхи                      | Китай    | 29,72 |
| 2    | Виктория Савельева, Александр Пустовалов | Россия   | 29,68 |
| 3    | Ивайло Катцов, Борислава Станкова        | Болгария | 29,54 |

#### Первое упражнение
| Ранг | Команда                                  | Страна   | Очки  |
| ---- | ---------------------------------------- | -------- | ----- |
| 1    | Цху Ханцинг, Ли Цхи                      | Китай    | 19,82 |
| 2    | Ивайло Катцов, Борислава Станкова        | Болгария | 19,64 |
| 3    | Виктория Савельева, Александр Пустовалов | Россия   | 19,60 |

#### Второе упражнение
| Ранг | Команда                                  | Страна   | Очки  |
| ---- | ---------------------------------------- | -------- | ----- |
| 1    | Цху Ханцинг, Ли Цхи                      | Китай    | 19,82 |
| 2    | Виктория Савельева, Александр Пустовалов | Россия   | 19,78 |
| 3    | Ивайло Катцов, Борислава Станкова        | Болгария | 19,68 |